# 김정록 (야구 선수)
김정록(金正錄, 1990년 2월 2일 ~ )은 전 KBO 리그 넥센 히어로즈의 내야수이다.

## 아마추어 시절
선린인터넷고등학교를 졸업하고 지명을 받지 못하자 일본으로 건너가 키비국제대학에 입학한다. 키비대학 2학년을 마치고 휴학하고 해병대(제주특별자치도에서 복무)에서 훈련 조교로 복무한 후 전역과 동시에 고양 원더스에 입단하였다.

## 한국 독립야구 시절

### 고양 원더스시절
군 제대 후 대한민국 1호 독립 야구단인 고양 원더스 트라이 아웃에 합격하여 입단을 하게 된다.
2013년 고양 원더스 출신으로 최초로 퓨처스 올스타전에 참가했다.

## 한국 프로야구 시절

### 넥센 히어로즈시절
2013년 5월 28일 넥센 히어로즈에 영입되었고, 6월 7일에 합류하였다.
1군에서 단 한 경기도 출전하지 못하였다.

## 출신 학교
- 학동초등학교
- 경원중학교
- 선린인터넷고등학교
- 키비국제대학교